# 白楊樹旁
《白楊樹旁》（羅馬化：Bilia topoli）是一首在頓巴斯戰爭爆發後流行的抒情歌曲，該歌曲主要是紀念在戰場上陣亡的乌克兰士兵。該歌曲於2015年創作。